# 조형진 (기업인)
조형진은 대한민국 출신의 에이티커니코리아 전략컨설팅 (Strategy Consulting) 그룹 대표이자 컨설턴트이다.
조형진은 2018년 메타넷 코리아 최영상 회장의 결정으로 AT커니코리아의 파트너로 승진하였다. 한편 그에게 미국 커니 글로벌 본사 회장인 알렉스 리우의 영향도 컸던 것으로 알려져 있다. 그 후 조형진은 2010년대 후반부터 AT커니 부사장, 2020년부터는 AT커니의 전략컨설팅그룹 대표를 역임하였다.